# Andromède XXX
Andromède XXX (Andromeda XXX), aussi nommée Cassiopée II (Cassiopeia II), est une galaxie naine du Groupe local proche de la galaxie d'Andromède, située à 145 ± 95 kpc et découverte en 2012.
Sa brillance de surface centrale est d'un certain nombre d'arcsec[Quoi ?], sa magnitude absolue en bande V de −8,0 mag et son rayon effectif de 267 ± 36 pc. La vitesse radiale héliocentrique d'Andromède XXX est de −139,8 ± 6,0 km s−1 et sa dispersion de vitesse centrale est de 11,8 ± 7,7 km s−1 . Enfin sa métallicité est de −1,7 ± 0,4 .
Du fait de sa proximité spatiale et cinématique, Cassiopée II semble être liée avec deux autres galaxies de M31 que sont NGC 185 et NGC 147 ,.